# Hugo Westling
Nils Hugo Westling, född 25 juni 1930 i Hanebo församling i Hälsingland, död 27 augusti 2018 i Bollnäs, var en svensk riksspelman. Far till riksspelmannen Thomas Westling och kusin till Olle Westling, prins Daniels far. (Hugo och Olles fäder var tvillingar.)

## Biografi
Westling hade spelmanspåbrå från både mödernet och fädernet samt var bärare av gamla sydhälsingska spelmanstraditioner från bl.a. Magnus Olsson, "Pell-Pers Manne", Edvin Bergqvist och Bolls-Olle Olsson (samtliga också inspelade) som han lärt sig och tecknat upp låtar efter. Han lärde sig även av Helmer Gladh och Anders Wallin. Han lärde sig det för södra Hälsingland synkoperade dubbelstråket av Wallin.
Westling bodde under en tid i Östhammar och träffade då en annan hälsingespelman och traditionsbärare i exil, Gällsbo Emil Olsson, som han kom att spela mycket med. De spelade Olssons egna och äldre hälsingelåtar låtar efter bl.a. Gällsbo-Jonas, Lillback Olof Olsson och Olles Jonke i radio och medverkade på hälsingedelen ur Sonets folkmusikserie. År 1969 erhöll han Zorns silvermärke "för stilfullt och traditionsbevarande spel av äldre hälsingelåtar".     
Westling blev för allmänheten kanske mest känd som kapellmästare i Westlings spelmän som sedan starten spelade till Hälsingehambon. Han brukade även leda folkmusikaftnar vid Sävtorpet i Hanebo byn Acktjära i början av juli och spela under folkmusikfesten på Ödmården.

## Diskografi
- 1968 – Spelmanslåtar från Hälsingland (med Sven Härdelin, Thore Härdelin (d.y.) och Gällsbo Emil Olsson)
- 1970 – Hälsinge-Hambo (med Westlings spelmän)
- 1979 – Hälsinge-Hambo (med Westlings spelmän)
- 1980 – Du spelman, folkmusik hemma hos (LP från radioprogramserie med olika spelmän)
- 1984 – Låtar i spelstugan (LP från radioprogramserie med spelmän från Hälsingland, Härjedalen, Jämtland, Medelpad och Ångermanland)
- 1985 – Dra' åt Hälsingland (med Ge-klaven & W Lind, Thomas Westling och B Lindström)
- 1986 – Glada Hälsingland (med Westlings spelmän)
- 1989 – Hii pojkar med Hårga legenden (Westlings spelmän)
- 19?? – Det spritter (med Westlings spelmän)
- 1997 – Från Hårgalåt till Klöversnoa (med Westlings spelmän)
- 1998 – From-Olle, Spelman från Järvsö (album med låtbidrag från olika spelmän)
- 2005 – 2005 (med Westlings spelmän)
- 2007 – Ett dussin låtar från Skogs socken, Hälsingland (med Britt-Marie Jonsson)
- 2007 – Målrakan (med Westlings spelmän)
- 2011 – Låtar från Bollnästrakten

## Radioframträdanden
- Låtar efter Olles Jonke tillsammans med Gällsbo Emil Olsson under 1960-talet
- 1979 - Du spelman, folkmusik hemma hos... med Thomas Westling (programledare Ville Roempke) (SR, P2)
- 1980 - Gäst i sundsvallsstudion (programledare Ingemar Stark) (SR, P3)
- 1980 - Hälsingelåtar efter Bolls Olle (SR, P2)
- 1983 - Låtar i spelstugan med Thomas Westling (programledare Göran Sjölén) (SR, P2)